# Michałów (gmina Dmosin)
Michałów – wieś w Polsce położona w województwie łódzkim, w powiecie brzezińskim, w gminie Dmosin.
W latach 1975–1998 miejscowość należała administracyjnie do województwa skierniewickiego.